# 湘口街道
湘口街道，是中华人民共和国湖北省武汉市汉南区下辖的一个乡镇级行政单位。

## 行政区划
湘口街道下辖以下地区：
康泰路社区、绿荫路社区、汉江村、湘口大队、新渡大队、向新大队、五湖大队、大垸大队、都湾大队、桥口大队、进洪大队、芦桥大队、双塔大队、龙沟大队、银莲社区和一冶农场。